# RMS St. Helena
RMS St. Helena var ett brittiskt frakt- och passagerarfartyg som upprätthöll postbåtstrafik. Fartyget gick reguljärt mellan Kapstaden, Sankta Helena och Ascensionöarna, sporadiskt också till Tristan da Cunha och tidigare även till Walvis Bay och till Isle of Portland i Engelska kanalen. På Sankta Helena kallades fartyget RMS, eftersom både ön, fartyget och annat heter St. Helena. Fartyget transporterade passagerare, post och tyngre frakt, främst containers. Ön hade ingen hamn där fartyget kunde lägga till utan det ankrade utanför ön och allt transporterades med småfartyg till land.

## Historia
Före 1977 betjänades Sankta Helena av ett fartyg som gick reguljärt mellan Storbritannien och Sydafrika. Staten i Storbritannien köpte, när linjen lagts ned 1977, ett fartyg som namngavs RMS St. Helena. Fartygen var dock för litet och en ny RMS St. Helena byggdes och sattes i trafik 1990. 
Fartyget stod fram till 2017 för den enda reguljära trafikförbindelsen som ön Sankta Helena hade med omvärlden. Sankta Helenas flygplats färdigställdes 2016 men flygningarna kom igång först i oktober 2017, på grund av komplicerade vindförhållanden. Fartyget avvecklade sin trafik till ön i februari 2018 och ersattes av fraktfartyget Helena som tar över transporten av tyngre gods.
I April 2018 såldes fartyget. Det användes (namngivet Tahiti) under 2018 som eskortfartyg med beväpnade soldater ombord för att skydda fartyg mot pirater i nordvästra Indiska Oceanen. I slutet av 2018 såldes fartyget igen till att användas som hotell- och evenemangsfartyg.